# جایزه حلقه منتقدان فیلم نیویورک برای بهترین بازیگر نقش مکمل مرد

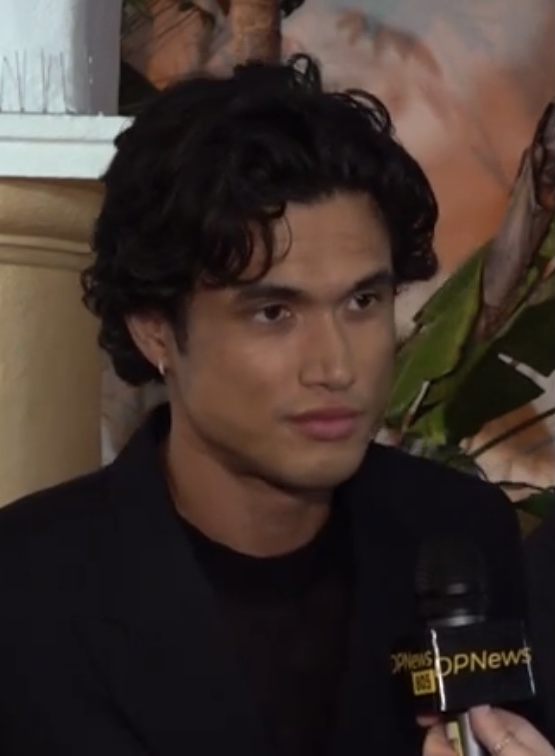
چارلز ملتتون در جشنواره بین المللی فیلم سانتا باربارا ۲۰۲۴ (فوریه ۲۰۲۴)

جایزه حلقه منتقدان نیویورک برای بهترین نقش مکمل مرد (انگلیسی: New York Film Critics Circle Award for Best Supporting Actor) جایزه‌ای است که «حلقه منتقدان فیلم نیویورک»، از سال ۱۹۶۹ میلادی، به بهترین بازیگر نقش مکمل مرد اهدا می‌نمایند. اولین برندهٔ این جایزه، «جک نیکلسون» بابت ایفای نقش در فیلم «ایزی رایدر» بود.

## برندگان جایزه
برندگان جایزه اسکار همان سال با علامت ستاره (*) مشخص شده‌اند:

### دههٔ ۱۹۶۰
| سال  | برنده      | فیلم       | نقش        |
| ---- | ---------- | ---------- | ---------- |
| ۱۹۶۹ | جک نیکلسون | ایزی رایدر | جورج هَنسون |

### دههٔ ۱۹۷۰
| سال  | برنده           | فیلم                 | نقش                |
| ---- | --------------- | -------------------- | ------------------ |
| ۱۹۷۰ | چیف دن جورج     | بزرگ‌مرد کوچک         | اولد لاج اسکینز    |
| ۱۹۷۱ | بن جانسون *     | آخرین نمایش فیلم     | سَم دِلایِن           |
| ۱۹۷۲ | رابرت دووال     | پدرخوانده            | تان هیگن           |
| ۱۹۷۳ | رابرت د نیرو    | آهسته بر طبل بنواز   | بروس پی‌یرسون       |
| ۱۹۷۴ | شارل بوآیه      | استاویسکی            | بارون رائول        |
| ۱۹۷۵ | آلن آرکین       | Hearts of the West   | برت کسلر           |
| ۱۹۷۶ | جیسون روباردز * | همه مردان رئیس جمهور | بنجامین «بِن» بردلی |
| ۱۹۷۷ | ماکسیمیلیان شل  | جولیا                | یوهان              |
| ۱۹۷۸ | کریستوفر واکن * | شکارچی گوزن          | نیک                |
| ۱۹۷۹ | ملوین داگلاس *  | حضور                 | بنجامین ترن‌بال رَند |

### دههٔ ۱۹۸۰
| سال  | برنده                | فیلم                                  | نقش                  |
| ---- | -------------------- | ------------------------------------- | -------------------- |
| ۱۹۸۰ | جو پشی               | گاو خشمگین                            | جویی لاموتا          |
| ۱۹۸۱ | جان گیلگد *          | آرتور                                 | هابسون               |
| ۱۹۸۲ | جان لیسگو            | جهان به گفته گارپ                     | رابرت مالدون         |
| ۱۹۸۳ | جک نیکلسون *         | شرایط مهرورزی                         | گرت بریدلاو          |
| ۱۹۸۴ | رالف ریچاردسون       | گری‌ستوک: افسانه تارزان، ارباب گوریل‌ها | ششمین اِرل گری‌ستون    |
| ۱۹۸۵ | کلاوس ماریا برانداور | خارج از آفریقا                        | برور فون بلیخن فینکه |
| ۱۹۸۶ | دانیل دی-لوئیس       | رختشویخانه زیبای من                   | جانی                 |
| ۱۹۸۶ | دانیل دی-لوئیس       | اتاقی با یک چشم‌انداز (فیلم ۱۹۸۵)      | سسیل وایس            |
| ۱۹۸۷ | مورگان فریمن         | Street Smart                          | فست بلک              |
| ۱۹۸۸ | دین استاکول          | Married to the Mob                    | تونی روسو            |
| ۱۹۸۸ | دین استاکول          | Tucker: The Man and his Dream         | هوارد هیوز           |
| ۱۹۸۹ | آلن آلدا             | جرم‌ها و بزه‌کاری‌ها                     | لستر                 |

### دههٔ ۱۹۹۰
| سال  | برنده            | فیلم               | نقش                  |
| ---- | ---------------- | ------------------ | -------------------- |
| ۱۹۹۰ | بروس دیویسن      | Longtime Companion | دیوید                |
| ۱۹۹۱ | ساموئل ال. جکسون | تب جنگل            | گیتِر پیوری‌فای        |
| ۱۹۹۲ | جین هکمن *       | نابخشوده           | بیل دگت کوچیکه       |
| ۱۹۹۳ | رالف فاینس       | فهرست شیندلر       | اِیمون گاث            |
| ۱۹۹۴ | مارتین لاندو *   | اد وود             | بلا لاگوسی           |
| ۱۹۹۵ | کوین اسپیسی *    | شیوع               | کیسی شولر            |
| ۱۹۹۵ | کوین اسپیسی *    | هفت                | جان دو               |
| ۱۹۹۵ | کوین اسپیسی *    | شنا با کوسه‌ها      | بادی آکرمن           |
| ۱۹۹۵ | کوین اسپیسی *    | مظنونین همیشگی     | راجر «وربال» کیتز    |
| ۱۹۹۶ | هری بلافونته     | کانزاس سیتی        | سلدوم سین            |
| ۱۹۹۷ | برت رینولدز      | شب‌های عیاشی        | جک هورنر             |
| ۱۹۹۸ | بیل مری          | راشمور             | هرمان بلوم           |
| ۱۹۹۹ | جان مالکوویچ     | جان مالکوویچ بودن  | جان هوراشیو مالکوویچ |

### دههٔ ۲۰۰۰
| سال  | برنده            | فیلم                    | نقش                 |
| ---- | ---------------- | ----------------------- | ------------------- |
| ۲۰۰۰ | بنیسیو دل تورو * | قاچاق                   | خاویر رودریگوئز     |
| ۲۰۰۱ | استیو بوشمی      | دنیای روح               | سیمور جانسون        |
| ۲۰۰۲ | دنیس کواید       | دور از بهشت             | فرانک ویتاکر        |
| ۲۰۰۳ | یوجین لوی        | A Mighty Wind           | میچ کوهن            |
| ۲۰۰۴ | کلایو اوون       | نزدیک‌تر                 | لری گری             |
| ۲۰۰۵ | ویلیام هرت       | سابقه خشونت             | ریچی کیوزک          |
| ۲۰۰۶ | جکی ارل هیلی     | بچه‌های کوچک             | رونالد جیمز مک‌گاروی |
| ۲۰۰۷ | خاویر باردم *    | جایی برای پیرمردها نیست | آنتون شیگور         |
| ۲۰۰۸ | جاش برولین       | میلک                    | دن وایت             |
| ۲۰۰۹ | کریستوف والتس *  | حرامزاده‌های لعنتی       | سرهنگ هانس لاندا    |

### دههٔ ۲۰۱۰
| سال  | برنده            | فیلم                    | نقش              |
| ---- | ---------------- | ----------------------- | ---------------- |
| ۲۰۱۰ | مارک رافالو      | بچه‌ها حالشان خوب است    | پل هتفیلد        |
| ۲۰۱۱ | آلبرت بروکس      | راندن                   | برنی رُز          |
| ۲۰۱۲ | متیو مک‌کانهی     | مجیک مایک               | دالاس رابرتز     |
| ۲۰۱۲ | متیو مک‌کانهی     | برنی                    | دنی باک دیویدسون |
| ۲۰۱۳ | جرد لتو *        | باشگاه خریداران دالاس   | رایون            |
| ۲۰۱۴ | جی. کی. سیمنز*   | شلاق                    | ترنس فلچر        |
| ۲۰۱۵ | مارک رایلنس *    | پل جاسوس‌ها              | رودلف آبل        |
| ۲۰۱۶ | ماهرشالا علی*    | مهتاب                   | جوان             |
| ۲۰۱۷ | ویلم دفو         | پروژه فلوریدا           | بابی هیکس        |
| ۲۰۱۸ | ریچارد ئی. گرانت | هرگز می‌توانی مرا ببخشی؟ | جک هاک           |
| ۲۰۱۹ | جو پشی           | مرد ایرلندی             | راسل بوفالینو    |

### دهه ۲۰۲۰
| سال  | برنده           | فیلم                   | نقش                                |
| ---- | --------------- | ---------------------- | ---------------------------------- |
| ۲۰۲۰ | چادویک بوزمن    | ۵ هم‌خون                | نورمن ارل" استورمین' نورمن" هالووی |
| ۲۰۲۱ | کدی اسمیت-مک‌فی  | قدرت سگ                | پیتر گوردون                        |
| ۲۰۲۲ | جاناتان کی کوان | همه‌چیز همه‌جا به یکباره | وایموند وانگ                       |
| ۲۰۲۳ | چارلز ملتون     | می دسامبر              | جوء یو                             |